# Plesanemma fucata
Plesanemma fucata là một loài bướm đêm trong họ Geometridae.

## Hình ảnh

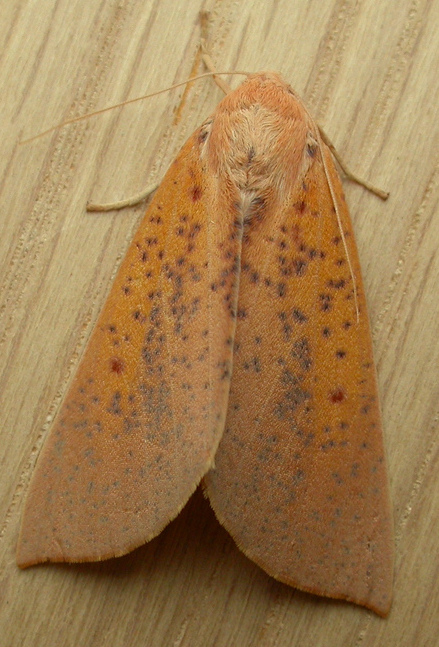
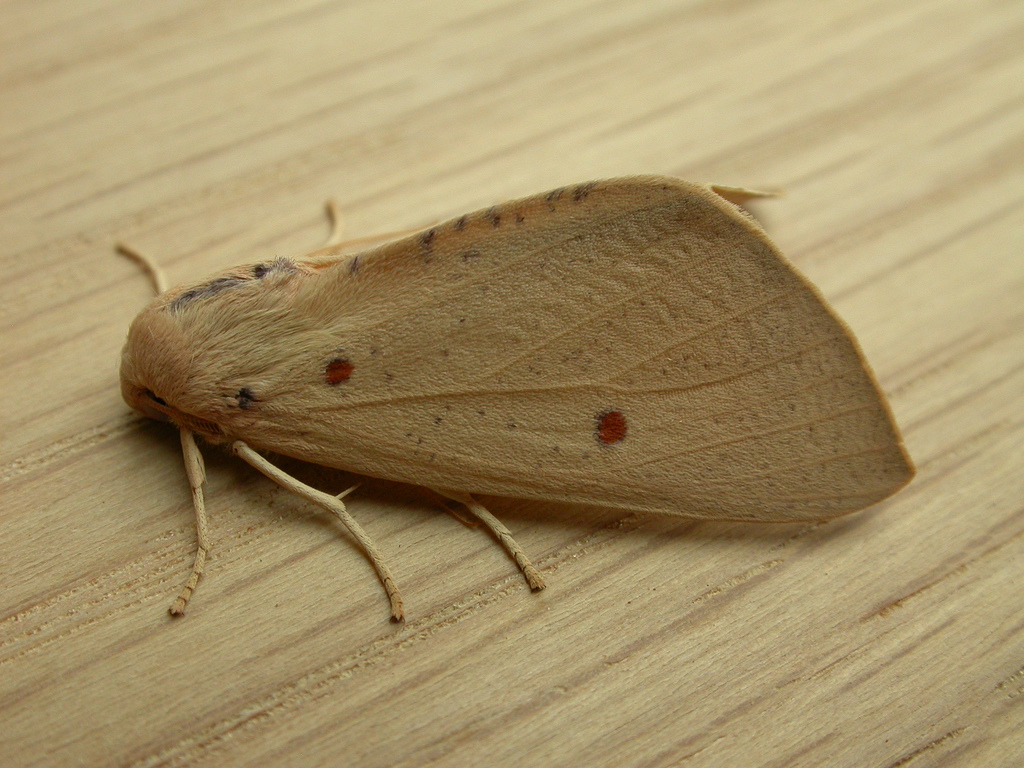
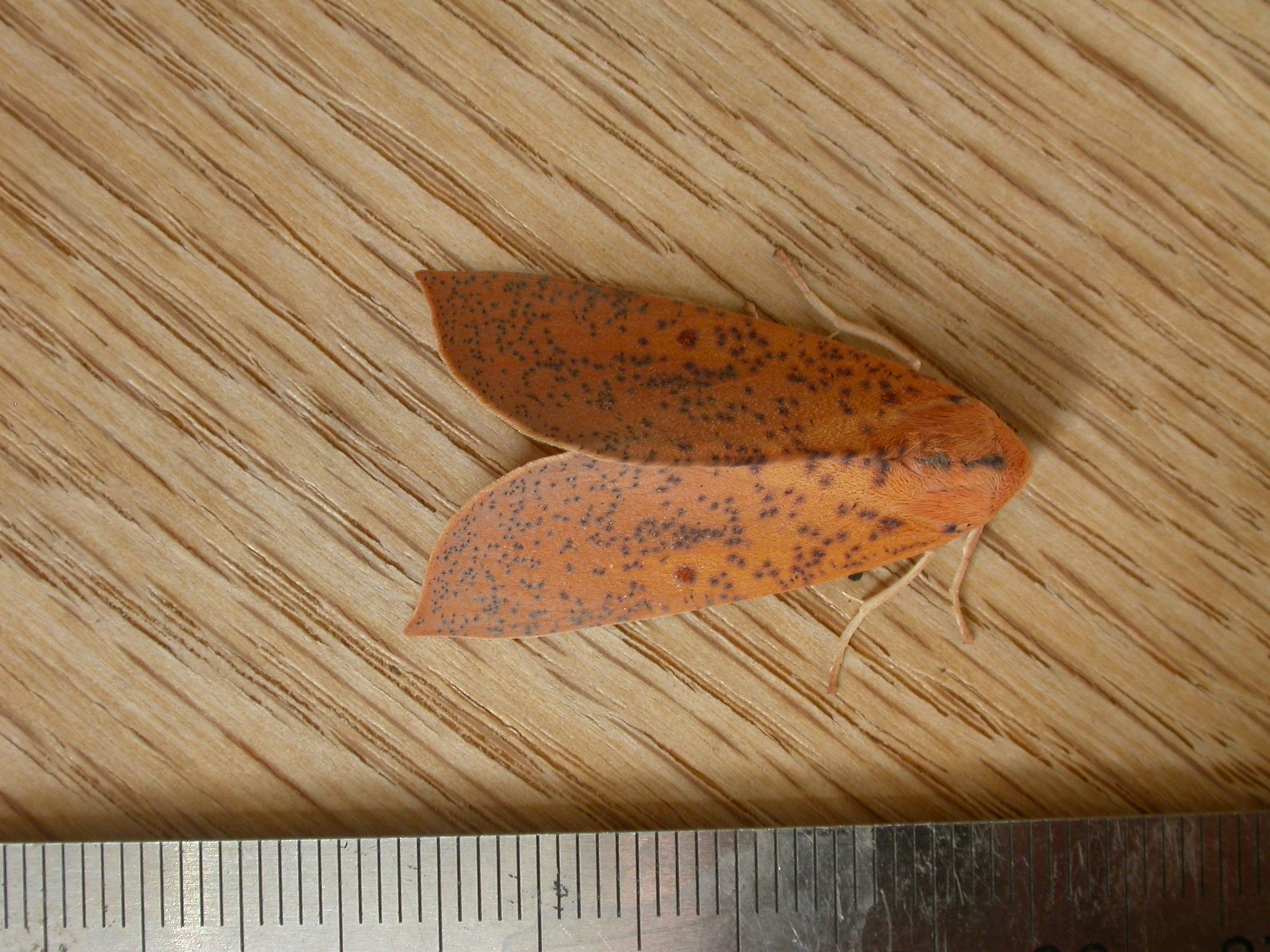
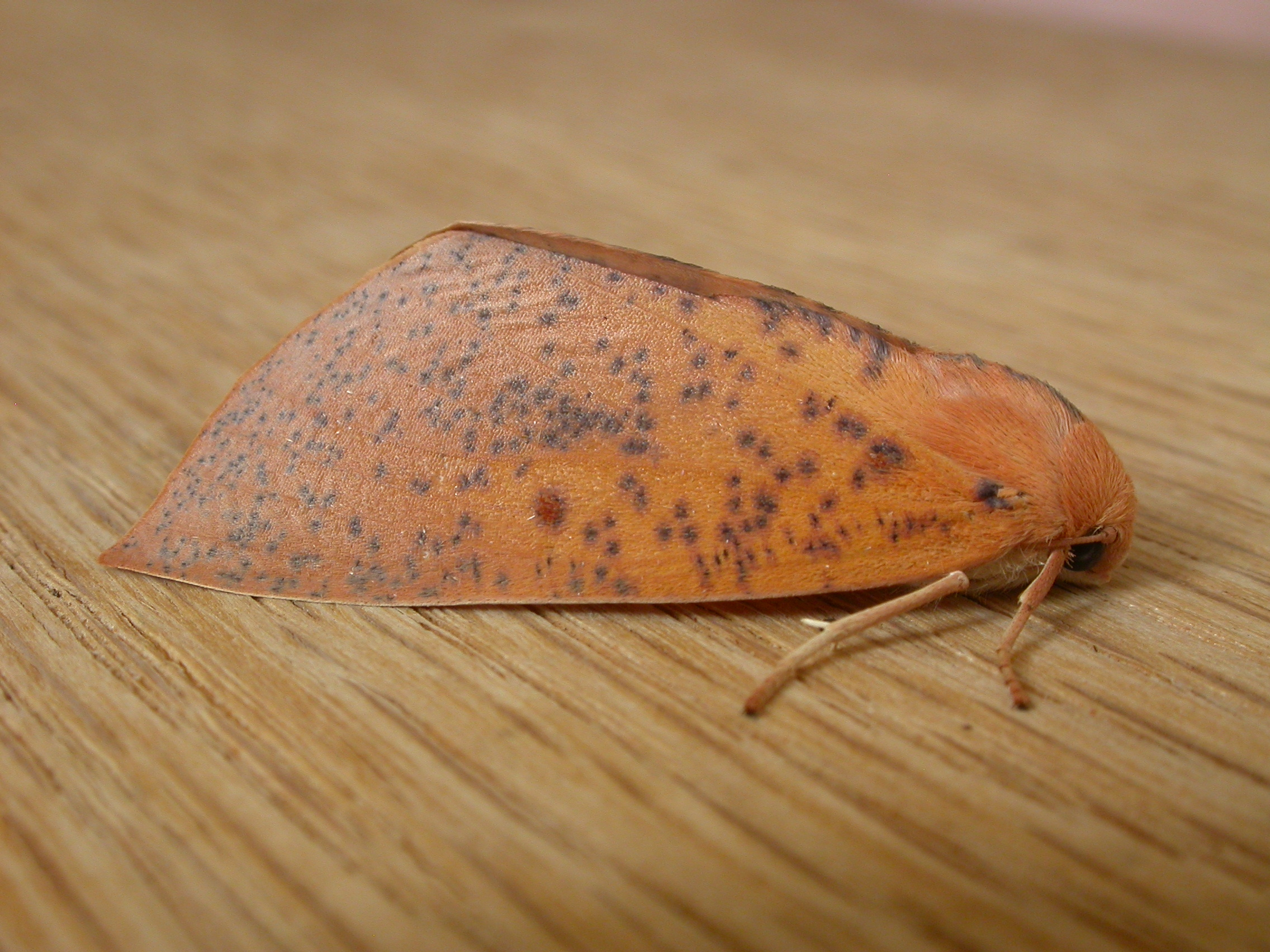